# オグラセンノウ
オグラセンノウ（小倉仙翁）は、ナデシコ科センノウ属の多年草。夏に引き裂いたような紅い色の花をつける。朝鮮半島北部、九州地方、岡山県以西の中国地方などの山間部の湿地帯に生育する。絶滅危惧種。

## 概要
1mほどの細い茎を持ち、10cm前後の対葉をつける。茎や葉は産毛のような毛を持つ。6月から8月にかけて紅色の花を咲かせ、花弁は薄い紫色をしている。

## 由来
1903年の熊本県阿蘇山で採取された標本に基づいて植物学者の牧野富太郎によって新種として紹介がなされ、本草図説の植物に当てはめ、オグラセンノウと命名された。岡山県で1921年にサワナデシコと命名された植物と同一種であることが判明している。
岡山県阿哲郡哲西町（現在は新見市）の町花であった。